# Palaeomymar agapa
Palaeomymar agapa är en stekelart som beskrevs av Mikhail Vasilievich Kozlov och Alexandr Rasnitsyn 1979. Palaeomymar agapa ingår i släktet Palaeomymar och familjen bälgnacksteklar. Inga underarter finns listade i Catalogue of Life.